# 양정화 (명나라)

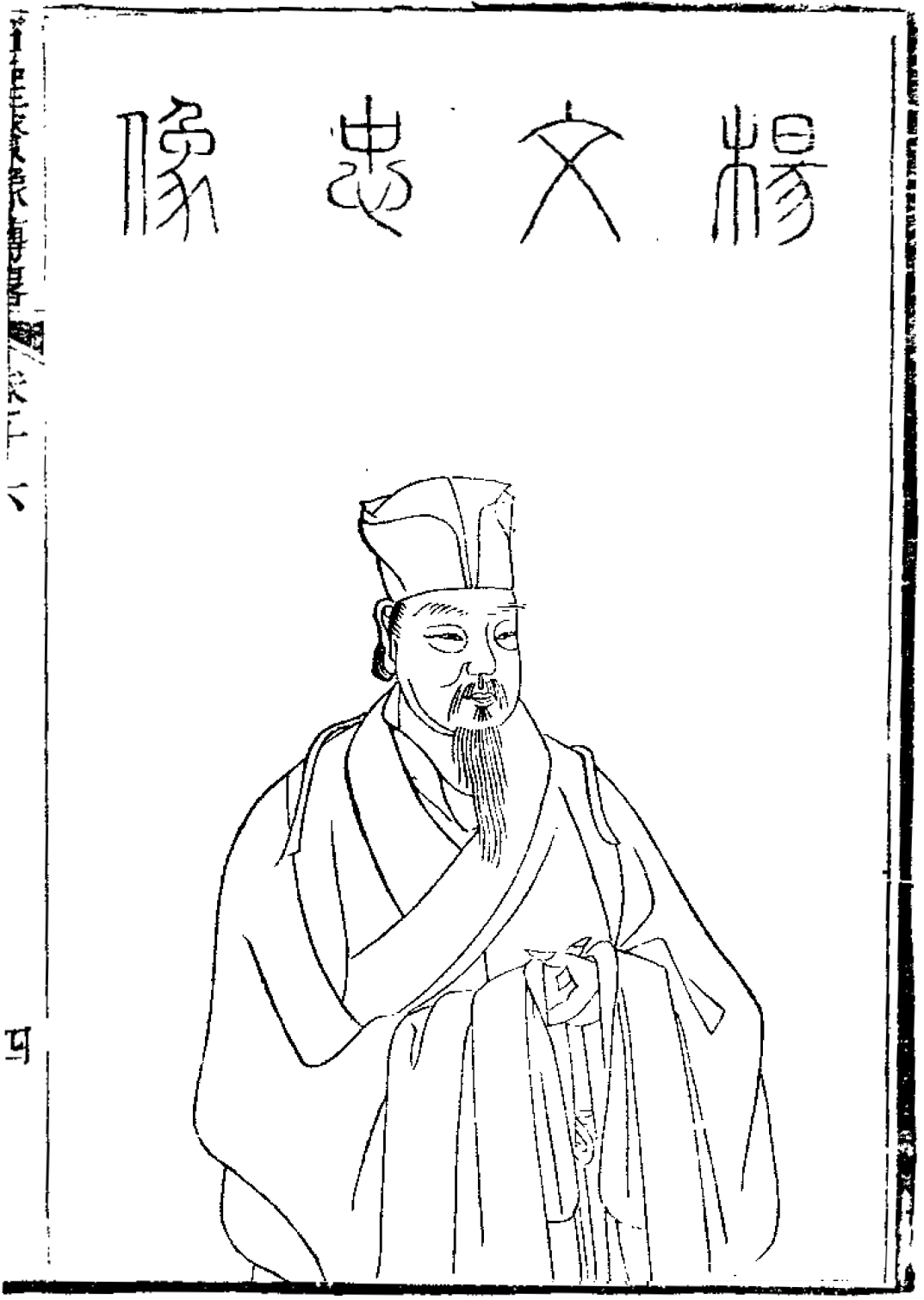
《고성현상전략(古聖賢像傳略)》에 소개된 양정화

양정화(楊廷和, 1459년 ~ 1529년)는 명나라 시기의 정치가로, 명재상으로 꼽히는 인물이며 문장가로 이름이 높은 양신(楊慎)의 아버지이다. 명 헌종(憲宗), 효종(孝宗), 무종(武宗), 세종(世宗)에 이르는 4명의 황제 아래에서 관직을 지냈다. 자(字)는 개부(介夫), 호(號)는 석재(石齋)이며, 사천(四川) 신도(新都) 출신이다.

## 생애
12세에 향시(鄉試)를 통과하고 1478년(성화 14년) 19세에 진사(進士)가 되어 한림원검토(翰林院檢討)에 임명되었다. 명 효종(孝宗) 시기에 황태자 주후조(朱厚照)의 스승이 되었다. 1507년(정덕 2년) 내각(內閣)에 들어가 동각대학사(東閣大學士)에 임명되었다. 유근(劉瑾)이 주살된 이후 소보겸태자태부(少傅兼太子太傅) 근신전대학사(謹身殿大學士)에 임명되었다. 1512년(정덕 7년) 내각 수보(首輔)에 임명되었다.
1521년(정덕 16년) 무종이 사망한 뒤 양정화는 강빈(江彬) 등을 제거하고 무종의 종형제인 주후총(朱厚熜)(명 세종世宗 가정제嘉靖帝)이 제위를 잇게 되는 과정을 맡아 처리하였다. 주후총(朱厚熜)이 북경에 도착하기 전까지 37일 동안 조정의 모든 일을 맡아 처리하였으며 무종이 남긴 악습을 철폐하여 조정 내외로부터 명성을 떨쳤다. 1524년(가정 3년) 대례의(大禮議)의 문제로 세종(世宗)과 충돌이 심해지자 관직으로 버리고 고향으로 내려갔다. 1528년(가정 7년) 삭직(削職)되어 평민의 신분이 되었다. 1529년(가정 8년) 고향에서 사망하였는데 이 때 나이가 71세였다. 명 목종(穆宗) 시기에 복원되어, 태보(太保)에 추증하고 시호(諡號)를 문충(文忠)이라 하였다.
양정화는 문장이 뛰어나고 필법 또한 아름답기로 유명하였다. 일찍이 헌종실록(憲宗實錄), 효종실록(孝宗實錄), 무종실록(武宗實錄)과 대명회전(大明會典)의 편수 과정에 참여하였으며, 그의 문장을 모은 양문충공삼록(楊文忠公三錄)이 남아 있다.

## 어린 시절
양정화는 1459년(천순 3년)에 태어났으며 그의 부친 양춘(楊春)은 호광제학첨사(湖廣提學僉事)를 역임한 바 있다. 양정화는 12세에 거인(擧人)이 되고 19세에 진사(進士)가 되어 한림원에 들어갔다.
1489년(홍치 2년) 한림원수찬(翰林院修撰)에 임명되었고 1491년(홍치 4년) 헌종실록(憲宗實錄)의 편수(編修)에 참여하였고 이후에 시독(侍讀)에 임명되었다. 뒤에 좌춘방좌중윤(左春坊左中允)에 임명되어 황태자 주후조(朱厚照)의 스승이 되었다. 1502년(홍치 15년) 대명회전(大明會典)의 편수에 참여하였고 좌춘방대학사(左春坊大學士)에 임명되었다.

## 내각 시기
1507년(정덕 2년) 양정화는 내각에 들어가 동각대학사(東閣大學士)에 임명되었다. 경연에서 정덕제의 총신 유근을 비판하였다는 이유로 유근에 의해 남경이부좌시랑(南京吏部左侍郎)으로 좌천되었다. 5월, 남경호부상서(南京戶部尚書)에 임명되었다가 8월, 다시 북경으로 돌아와 문연각대학사(文淵閣大學士)에 임명되어 조정의 중임을 맡게 되었다. 1508년(정덕 3년) 유근이 대명회전(大明會典) 속에 오류가 있음을 지적하여 양정화와 대학사 이동양(李東陽)의 봉록을 2급 깎았으나 얼마 뒤 효종실록의 편수과정에 참여하여 그 공으로 원래의 봉록을 회복하였다. 1509년(정덕 4년) 양정화는 이부상서 겸 무영전대학사(吏部尚書兼武英殿大學士)에 임명되었다.

## 같이 보기
| 전 임 이동양(李東陽) | 제21대 명나라 내각대학사 수보 1512년 음12월 ~ 1515년 음3월 | 후 임 양저(梁儲) |

| 전 임 양저(梁儲) | 제23대 명나라 내각대학사 수보 1524년 음2월 ~ 1524년 음5월 | 후 임 장면(蔣冕) |